# Kawake Xiang
Kawake Xiang (kinesiska: 喀瓦克乡, 喀瓦克) är en socken i Kina. Den ligger i den autonoma regionen Xinjiang, i den nordvästra delen av landet, omkring 930 kilometer sydväst om regionhuvudstaden Ürümqi. Antalet invånare är 10 992. Befolkningen består av 5 251 kvinnor och 5 741 män. Barn under 15 år utgör 29,0 %, vuxna 15-64 år 66 %, och äldre över 65 år 4,0 %.
Genomsnittlig årsnederbörd är 49 millimeter. Den regnigaste månaden är juni, med i genomsnitt 15 mm nederbörd, och den torraste är oktober, med 1 mm nederbörd.